# Dunapack Rambox
Dunapack Rambox este o companie producătoare de ambalaje de carton ondulat din Sfântu Gheorghe, înființată în 1994.
Număr de angajați:
- 2013: 153[2]
- 2009: 159[1]

Cifra de afaceri:
- 2012: 21,3 milioane euro[2]
- 2008: 22 milioane euro[1]